# Блестящая манукодия
Блестящая манукодия (лат. Manucodia ater) — вид райских птиц рода манукодии. Описан Рене Лессоном в 1830 году. Международный союз орнитологов не выделяет подвидов.

## Ареал
Ареал блестящих манукодий — низменности Новой Гвинеи и окружающих островов.

## Описание
Блестящая манукодия — птица средних размеров, с длиной тела до 42 см с оперением тёмно-синего цвета или с пурпурным отливом, на шее — зеленоватого цвета. Клюв чёрный, радужная оболочка — красная. Половой диморфизм не выражен, самки лишь несколько мельче самцов.
Основной рацион — фрукты, ягоды и мелкие членистоногие.

## Охранный статус
Широко распространённый вид (площадь ареала 140 тыс. км²), территории малонаселены и плохо доступны. Неизвестно даже приблизительное количество особей. Охранный статус — минимальный риск (LC).

## Подвиды
Выделяют 2-3 подвида.
- Manucodia ater alter
- Manucodia ater atra
- Manucodia ater subalter